# Anarta ericae
Anarta ericae là một loài bướm đêm trong họ Noctuidae.